# Rugby (miasto)
Rugby (wym. /ˈrʌɡ.bi/) – miasto w środkowej Anglii we wschodniej części hrabstwa Warwickshire, w dystrykcie Rugby, położone nad rzeką Avon, 21 km na wschód od Coventry, niedaleko granicy z hrabstwami Northamptonshire (od wschodu) i Leicestershire (od północnego wschodu). W 2001 roku miasto liczyło 61 988 mieszkańców.
Rugby znane jest głównie z wynalezienia gry o tej samej nazwie co miasto. Obecnie w rugby gra się na całym świecie. Legenda mówi, że grę stworzył William Webb Ellis w 1823 w Rugby School.
Miasto jest także miejscem narodzin silnika odrzutowego. W kwietniu 1937 r. Frank Whittle wybudował pierwszy na świecie prototyp silnika odrzutowego w zakładach British Thomson- Houston w Rugby, a w latach 1936–1941 bazował w Brownsover Hall na obrzeżach Rugby, gdzie projektował i rozbudowywał wczesne prototypy silników. Wiele jego prac zostało także przeniesionych do pobliskiego Lutterworth.
W Rugby w 1947 roku węgierski wynalazca Dennis Gabor wynalazł holografię.
W mieście rozwinął się przemysł elektrotechniczny, metalowy oraz włókienniczy.

## Etymologia
Istnieje kilka teorii, co do etymologii nazwy. Według jednej pochodzi od anglosaskiego Hrōca burh, czyli „Gawroni fort” lub „fort Rooka”. Inna teoria głosi, że nazwa została bezpośrednio przejęta ze staro-celtyckiego Droche-brig, co znaczy „Dziki szczyt”. Dodanie końcówki -by było wynikiem wpływów wikingów – by oznacza „miasto” w językach szwedzkim, norweskim oraz duńskim.

## Historia
We wczesnym okresie epoki żelaza na terenie Rugby istniała mała osada, a kilka kilometrów dalej znajdowała się Rzymska kolonia znana jako Tripontium. Pierwotnie Rugby było anglosaską osadą utrzymującą się z rolnictwa. Po raz pierwszy wspomniano o nim w Domesday Book („Księga Dnia Sądu Ostatecznego”) w roku 1086 jako o Rocheberie. Rugby otrzymało prawa miejskie w 1255 i szybko stało się małym miasteczkiem.
Rugby pozostawało sennym miasteczkiem handlowym aż do XIX wieku, czyli do czasu nadejścia kolei. W 1838 London & Birmingham Railway wybudowało niedaleko Rugby linie kolejową, a w 1840 r. Midland Counties Railway dobudowało węzeł kolejowy łączący Rugby z istniejącymi już torami kolejowymi. Rugby szybko stało się ważną częścią trasy, a rozpowszechnianie się kolei i manufaktur zwabiło robotników do miasta. Populacja Rugby wzrosła z 2500 w 1835 roku do ponad 10 tysięcy w roku 1880.
Na przełomie XIX i XX wieku nastąpił rozwój ciężkiego przemysłu, a Rugby szybko stało się jednym z głównych miast przemysłowych. Rugby rozwijało się w pierwszych dekadach XX wieku, kiedy to duża liczba robotników zaczęła napływać do miasta. Przed 1940 rokiem miasto liczyło ponad 40 tysięcy mieszkańców.
Po wojnie wybudowano rozwiniętą sieć autostrad, np. autostrady M1 i M6, które znajdują się niedaleko Rugby.

## Rugby School
Szkoła w Rugby została wybudowana w 1567 za pieniądze pozostawione przez Lawrence’a Sheriffa – urodzonego w tamtych okolicach właściciela sklepu, który przeprowadził się do Londynu i tam dorobił się swojej fortuny. Jest to jedna z najstarszych i najbardziej prestiżowych szkół publicznych. O Rugby School wspomniał Thomas Hughes w swoim półautobiograficznym dziele Tom Brown’s Schooldays. Pierwotnie Rugby School przeznaczone było dla miejscowych chłopców, ale z czasem stała się prywatną i płatną szkołą. Lawrence Sheriff School została ostatecznie ukończona w późnych latach XIX wieku, by kontynuować pierwotne intencje Sherrifa.

## Rugby dziś
Nowoczesne Rugby jest połączeniem oryginalnego miasta z dawnymi wioskami: Bilton, Hillmorton, Brownsover, i Newbold-on-Avon, które zostały wcielone do Rugby w 1932 roku. Wszystkie poza Brownsover wciąż posiadają swoje dawne centra. Na Rugby składają się także tereny New Bilton i Overslade. Rozpiętość Rugby niemalże osiągnęła także wioski Clifton-upon-Dunsmore, Cawston, Dunchurch i Long Lawford.
Centrum miasta wybudowane jest w stylu wiktoriańskim oraz z wykorzystaniem architektury wczesnych lat XX wieku. Kilka starszych obiektów wraz z bardziej nowoczesnymi budowlami zostało opisanych przez Nikolausa Pevsnera jako „Butterfieldtown”, z powodu dużej liczby budynków zaprojektowanych przez Williama Butterfielda w XIX wieku, włączając w to dużą część Rugby School i skrzydło kościoła św. Andrzeja.
W centrum Rugby znajduje się duża liczba barów i restauracji, a także klub nocny. W roku 2002 bar Brownsover Fish Bar na Hollowell Way został uznany za miejsce największej sprzedaży potrawy Fish and chips (ryba i frytki) w kraju. Rugby w 1960 roku zajęło drugie miejsce pod względem liczby barów na milę kwadratową w Anglii. Największa liczba sklepów znajduje się na ulicach wokół Clock Tower, a dwie z nich – High Street i Sheep Street przeznaczone są tylko dla pieszych. W centrum miasta znajduje się także centrum handlowe nazywane The Clock Towers, które otworzono w roku 1980. Targowisko miejskie otwarte jest przez kilka dni w tygodniu. W mieście wybudowano także kompleks sklepów na północnych obrzeżach miasta. W Rugby można znaleźć także kilka parków, a wśród nich największy: Caldecott Park niedaleko ratusza.
W mieście działa cementownia.